# Alain Couriol
Alain Couriol (Parijs, 24 oktober 1958) is een voormalig profvoetballer uit Frankrijk, die speelde als aanvallende middenvelder. Hij kwam twaalf keer uit voor het Franse elftal, en scoorde twee keer voor Les Bleus in de periode 1980-1983.
Couriol nam met Frankrijk deel aan het WK voetbal 1982 in Spanje, en maakte tijdens dat toernooi Frankrijks tweede doelpunt in de met 3-2 verloren troostfinale tegen Polen. Hij maakte zijn debuut op 26 maart 1980 in de vriendschappelijke wedstrijd tegen Nederland (0-0) in Parijs.

## Erelijst
AS Monaco
- Frans landskampioen

1982
 Paris Saint-Germain
- Frans landskampioen

1986